# Böhl-Iggelheim
Böhl-Iggelheim település Németországban, Rajna-vidék-Pfalz tartományban. Lakosainak száma 10 586 fő (2023. december 31.).

## Népesség
A település népességének változása:
| Lakosok száma | 9676 | 10 262 | 10 278 | 10 433 | 10 583 | 10 586 |
|               | 1975 | 2017   | 2019   | 2021   | 2022   | 2023   |